# مارتن بولياكوف
مارتن بولياكوف (بالإنجليزية: Martyn Poliakoff)‏ (ولد في 16 ديسمبر/كانون الأول 1947) هو كيميائي بريطاني حاصل على رتبة الإمبراطورية البريطانية (CBE) وكيميائي معتمد (CChem) وعلى زمالة الجمعية الملكيّة (FRS) وزمالة الأكاديمية الملكية للهندسة (FREng) وزميل الجمعية الملكية للكيمياء (FRSC) ومعهد المهندسين الكيميائيين (FIChemE)، يعمل على اكتساب معرفة في الكيمياء الأساسية، وعلى تطوير طرق ومواد مقبولة بيئيًا. المواضيع الأساسية لعمله هي الموائع فوق الحرجة، ومطيافية الأشعة تحت الحمراء والليزر. وهو أستاذ جامعي باحث في الكيمياء في جامعة نوتنغهام. يضم فريقه العديد من الموظفين، وزملاء باحثين ما بعد الدكتوراه، وطلاب دراسات عليا وأعضاء أجانب. بالإضافة إلى إجراء البحوث في جامعة نوتنغهام، فهو محاضر، حيث يقوم بتدريس عدد من الأقسام بما في ذلك الكيمياء الخضراء. ومعروف أيضًا بدوره الرائد في تقديم سلسلة مقاطع فيديو عن الجدول الدوري.

## لمحة عن حياته
ولد بولياكوف لأم إنجليزية، إينا (ني مونتاجو née Montagu)، ووالد روسي الجنسيّة، ألكسندر بولياكوف (بالروسية: Поляко́в)، كلاهما يهوديا الديانة. شقيقه هو كاتب السيناريو والمخرج ستيفن بولياكوف. كان جدّ بولياكوف من جهة الأب، جوزيف، مخترعًا كثير الإنتاج للأجهزة الكهربائية، عانى من الثورة الشيوعية في روسيا، وهاجر مباشرةً بعد ذلك إلى المملكة المتحدة.

## التعليم
تلقّى بولياكوف تعليمه في مدرسة ويستمينستر وأكمل تعليمه العالي في كلية كينجز، كامبردج وحصل على شهادة البكالوريوس في عام 1969، ودرجة الدكتوراه في عام 1973، لأبحاثٍ أشرف عليها ج.ج. تيرنر. أثناء دراسته الجامعية في جامعة كامبريدج، التقى بولياكوف توني جدت وأصبح صديقًا مقربًا له، الذي أصبح فيما بعد مؤرخًا وكاتبًا.

## سيرته وأبحاثه
في عام 1972، انتقل بولياكوف إلى جامعة نيوكاسل وفي عام 1979 عُيِّنَ محاضرًا في جامعة نوتنغهام، حيث تمّ ترقيته لاحقًا إلى رتبة أستاذ جامعي (بروفيسور) في عام 1991. وقد تمّ تمويل أبحاثه من قبل مجلس بحوث الهندسة والعلوم الفيزيائية (EPSRC).
شركة بولياكوف هي شركة عالميّة رائدة في مجال الكيمياء الخضراء مع اهتمام خاص بتطبيقات الموائع فوق الحرجة. هذه الغازات المضغوطة للغاية تمتلك خصائص الغازات والسوائل التي تسمح بتفاعلاتٍ كيميائيّة دون الحاجة إلى مذيبات عضوية، ممّا يعرّض كلّ من الصحة والبيئة للخطر. وقد مكّنت مساهماته من تطوير ثاني أكسيد الكربون فوق الحرج ومنظومات المذيبات المائية لتحلّ محل المذيبات العضوية التقليدية في المجال الصناعي. وبصفته وزير الخارجية ونائب رئيس الجمعية الملكيّة منذ عام 2011 وحتى عام 2016، عمل على تمثيل وتعزيز تأثير العلوم في المملكة المتحدة حول العالم.

## بوبيولار ساينس (علوم مبسطة)
قدّم بولياكوف معظم سلسلة مقاطع فيديو عن الجدول الدوري (بالإنجليزية: The Periodic Table of Videos) التي تتألف من أكثر من 600 شريط فيديو قصير. وهو مشروع لتبسيط العلوم، أنتجه برادي هاران، ويهدف في الأصل إلى تعريف الجمهور بجميع عناصر الجدول الدوري الـ118. وقد توسّع المشروع منذ ذلك الحين ليشمل الجزيئات؛ كما هنالك أيضًا العديد من مقاطع الفيديو الخاصة حول مواضيع كيميائية أخرى. كما صرّح للأخبار بعد حسابه أنّ كأس بطولة كأس العالم لكرة القدم لم يكن من الممكن أن يكون مصنوعًا من الذهب الخالص لأنّه سيكون ثقيلًا جدًا عند رفعه عاليًا. وقدّم بولياكوف بعض الفيديوهات في افتتاح عناصر الاتحاد الدولي للكيمياء البحتة والتطبيقية (IUPAC) في النادي الرئيسي للعلماء في الأكاديمية الروسية للعلوم في موسكو.

## الأوسمة والجوائز
مُنِحَ بولياكوف ميدالية وجائزة ميلدولا من الجمعية الملكية للكيمياء في عام 1976. وانتخب زميلًا للجمعية الملكيّة (FRS) في عام 2002، وزميلًا للجمعية الملكيّة للكيمياء (FRSC) أيضًا في عام 2002، وزميلًا في معهد المهندسين الكيميائيين (FIChemE) في عام 2004. عمل في مجلس معهد المهندسيين الكيميائيين (IChemE) بين عامي 2009 و2013. وتمّ تعيينه قائدًا للإمبراطورية البريطانية (CBE) لقائمة الشرف للعام الجديد 2008K وعضوًا في المجلس الاستشاري لحملة العلوم والهندسة منذ عام 2008. في عام 2008، تمّ انتخابه عضو فخري (شرف) في الجمعية الكيميائية لإثيوبيا وعضوًا أجنبيًا في الأكاديمية الروسية للعلوم في عام 2011. تولّى منصب وزير الخارجية ونائب رئيس الجمعية الملكيّة في نوفمبر/تشرين الثاني 2011، وهي مناصب مدتها خمس سنوات ثابتة. في عام 2011، فاز بجائزة نيهولم للتعليم.
كما حصل بولياكوف على درجة الدكتوراه الفخرية من جامعة هيريوت وات في عام 2011.
في عام 2012، انتخب بولياكوف زميلًا في الأكاديمية الأوربية، وفي عام 2013 زميلًا مشاركًا في الأكاديمية العالمية للعلوم TWAS. انتخب زميلًا مشاركًا في أكاديمية العلوم الأثيوبية في عام 2014. كما حاز بولياكوف على لقب فارس (بريطانيا) لقائمة الشرف للعام الجديد 2015 لما قدّمه لعلوم الكيمياء. كما حصل بولياكوف على جائزة لورد لويس في عام 2016 لعمله المتعلّق بتطبيقات السوائل فوق الحرجة، ولعمله على تطوير السياسة العلميّة داخل الاتحاد الأوروبي وعالميا. في عام 2017 تمّ انتخاب بولياكوف زميلًا في الأكاديمية الملكيّة للهندسة (FREng).

## حياته الشخصية
لدى بولياكوف ابنة، إلين بولياكوف، تعمل محاضرة في علم النفس في جامعة مانشستر، وابن، سيمون بولياكوف، رئيس قسم الفيزياء في مدرسة السيدة أليس أوين. قدّم مارتين بولياكوف تأبينًا على الإنترنت لصديقه المقرّب توني جدت في عام 2010.